# Wahlenbergia aridicola
Wahlenbergia aridicola är en klockväxtart som beskrevs av P.J.Sm. Wahlenbergia aridicola ingår i släktet Wahlenbergia och familjen klockväxter. Inga underarter finns listade i Catalogue of Life.